# Dan državnosti (Hrvatska)
Dan državnosti u Republici Hrvatskoj je državni praznik koji se obilježava 30. svibnja u spomen na konstituiranje prvoga demokratski izabrana višestranačkoga Sabora 30. svibnja 1990. i povijesnu ulogu Hrvatskoga sabora u očuvanju hrvatske državnosti tijekom hrvatske povijesti.
Izmjenama iz 2001. godine praznik Dan hrvatske državnosti 30. svibnja, koji se obilježavao od 1990., zamijenjen je datumom 25. lipnja, dok je 30. svibnja postao spomendan Dan Hrvatskoga sabora. Istim izmjenama spomendan Dan Hrvatskog sabora 8. listopada proglašen je spomendanom Dana neovisnosti.
Od listopada 2019. Dan državnosti obilježava se 30. svibnja (praznik), 25. lipnja obilježava se Dan neovisnosti (spomendan), a 8. listopada Dan Hrvatskog sabora  (spomendan). Zbog dvaju datuma koji su postali spomendani, za razliku od jednog prijašnjeg, praznikom je proglašen Dan sjećanja na žrtve Domovinskog rata i Dan sjećanja na žrtvu Vukovara i Škabrnje koji se obilježava 18. studenoga.

## Povijest

### Politička pozadina
Potkraj 1980-ih srpski nacionalni pokret pod vodstvom Slobodana Miloševića nastojao je preurediti SFR Jugoslaviju u načelno federalnu, ali centralistički uređenu državu te je pokrenuo tzv. antibirokratsku revoluciju, kojom su svrgavana jugoslavenska republička i pokrajinska vodstva. U takvim okolnostima Savez komunista Hrvatske (SKH) pokrenuo je demokratizaciju sustava, što je potaknulo slobodu tiska i nastajanje neovisnih političkih inicijativa, a 1989. i prvih oporbenih političkih stranaka (Hrvatski socijalno-liberalni savez (HSLS) i Hrvatska demokratska zajednica (HDZ)). Potkraj 1989. godine u hrvatskom komunističkom vodstvu prevladala je reformistička struja, što je dovelo do odluke o raspisivanju višestranačkih izbora i do potpunog osamostaljenja SKH na XIV. izvanrednom kongresu Saveza komunista Jugoslavije (SKJ), u siječnju 1990.
Na prvim višestranačkim izborima u proljeće 1990. (prvi krug 22. i 23. travnja, drugi 6. i 7. svibnja) pobijedio je HDZ pod vodstvom Franje Tuđmana (42% glasova i 60% zastupničkih mandata). Tuđman je predvodio masovni nacionalni pokret usmjeren na hrvatsko državno osamostaljenje i napuštanje komunističkog poretka. Predsjedništvo HDZ-a uputilo je 12. svibnja 1990. poziv "čitavom hrvatskom narodu u Domovini i iseljeništvu te svim građanima Hrvatske da 30. svibnja 1990, dan saziva Hrvatskog sabora i izbora Vrhovništva suverene Hrvatske, proslave svečano, ponosno i dostojanstveno". Ujedno je preporučeno "da taj datum ostane u tradiciji kao svehrvatski dan proslave hrvatske državnosti" i kao "dan duhovna izmirenja svih koji su se i pod različitim zastavama i idejama borili za slobodu i suverenost hrvatskog naroda, sa zavjetom da ćemo svi zajedno složno raditi za bolje sutra i sreću svoje hrvatske domovine".

### 30. svibnja 1990.
Dana 30. svibnja 1990. godine utemeljen je prvi demokratski izabrani Hrvatski sabor. Poslije režima Ugarske, Austrije, Austro-Ugarske, kraljevske ili socijalističke Jugoslavije, Hrvatska je bila suverena i slobodna zemlja.

#### Misa za domovinu
Taj svibanjski dan, koji se do 2001. slavio kao blagdan hrvatske državnosti, počeo je povratkom stare tradicije. Uoči prvoga zasjedanja Sabora brojni zastupnici i uglednici na čelu s Franjom Tuđmanom prisustvovali su svetoj misi u zagrebačkoj prvostolnoj crkvi. Kardinal Franjo Kuharić u svojoj je propovijedi ocijenio pobjedu demokracije prekretnicom u narodnom životu i izrazio uvjerenje da će se u budućnosti ostvarivati duhovni, moralni, kulturni i ekonomski napredak hrvatskog naroda u skladu s njegovim neotuđivim suverenitetom, a za dobro i sigurnost svih građana kojima je Hrvatska lijepa domovina.

#### Zasjedanje Sabora
U svečarskom tonu održano je i prvo zasjedanje demokratski izabranog Sabora. Izabrani zastupnici tada su na konstituiranju novoga Sabora Socijalističke Republike Hrvatske, kojem su nazočili i brojni gosti iz domovinske i iseljene Hrvatske i predstavnici vjerskih zajednica, izabrali za predsjednika Sabora Žarka Domljana, za potpredsjednike Ivicu Percana, Stjepana Sulimanca i Vladimira Šeksa. Za predsjednika Izvršnog vijeća Sabora izabran je Stjepan Mesić.
Proglašenje rezultata glasovanja za predsjednika Predsjedništva, izbor Franje Tuđmana, popraćen je aklamacijom sabornika. Franjo Tuđman u nadahnutom je govoru podsjetio na važne datume hrvatske povijesti i borbe hrvatskog naroda za očuvanje svoje državnosti, naglasivši da je upravo sada učinjen presudno važan, prvi korak na povratku hrvatskog naroda i njegove države europskoj civilizacijskoj, političkoj, kulturnoj i gospodarskoj tradiciji. Kao glavni cilj u najbliže vrijeme naveo je donošenje novog Ustava Republike Hrvatske s uspostavom demokratskih sloboda građana i državnim suverenitetom kao temeljnim odrednicama. 
Prvi predsjednik novog Sabora Žarko Domljan predao je zatim dr. Franji Tuđmanu predsjedničku lentu u bojama hrvatske trobojnice
Govor Franje Tuđmana bio je državnički i državotvorni govor. Istodobno, bio je to govor slobode, nadahnut idejama i diskursom Francuske revolucije i Američkog rata za neovisnost. Konačno, bio je to govor odlučna, snošljiva, ali i zabrinuta (zbog prijeteće agresije s Istoka) državnika koji je svjestan mandata koji je dobio od hrvatskoga naroda: da stvori hrvatsku državu, ali ne bilo kakvu, već demokratsku, pravnu, prosperitetnu, socijalno osjetljivu, europsku državu. Tuđman i njegov osobni savjetnik Slaven Letica na tom su govoru zajednički radili punih sedam dana.

#### Proslava na Trgu bana Jelačića
Poslije zasjedanja Sabora na središnjemu zagrebačkom trgu, tada još Trgu Republike, održana je veličanstvena narodna proslava na kojoj su građani burno pozdravili upravo izabrano državno Vrhovništvo. Na simboličkoj razini 30. svibnja 1990. inauguriran je kao „rođenje nove Hrvatske” tijekom svečanosti na današnjem Trgu bana Jelačića, kada je netom izabran predsjednik Franjo Tuđman položio kruh, pero i zlatni dukat, kao simbole života, blagostanja, znanja, kulturnoga napretka i bogatstva, u zipku koju su blagoslovili kardinal Franjo Kuharić i glavni imam Ševko Omerbašić. Toga je dana doista, bitno i simbolično, ponovno rođena hrvatska država i u toj je državi počeo proces obnove europske parlamentarne demokracije, koja je nestala u vrtlogu Prvoga svjetskog rata. Dan je bio sunčan, što nije bilo nevažno za događanja na Trgu Republike kojih je glavni redatelj bio Antun Vrdoljak. U smiraju dana, koji je hrvatskom narodu vratio ponos i dostojanstvo, veliko mnoštvo ljudi proveselilo se do kasno u noć uz Jarun.

## Državni blagdan

### Povijesni dan
Masovno psihološko ozračje koje je među hrvatskim narodom vladalo tog dana možda je najbolje izraziti riječima njemačkog filozofa židovskog podrijetla, pisca i književnog kritičara Waltera Benjamina (1892. – 1940.), koji je za takve sretne, povijesno iznimno rijetke i neponovljive događaje znao kazati da su ovjenčani "slavom trenutka, njegovom aurom". Svi sačuvani dokumenti svjedoče da je to bio povijesni dan. Videozapisi, audio zapisi saborskog govora Franje Tuđmana. Zapisi i fotografije o dolasku sudionika Sabora na današnji Trg bana Jelačića. Dokumentarni filmovi i fotoreportaže o veličanstvenom i pomalo kičastom, okupljanju naroda i političara na tom istom trgu. Ipak, znatno važnije od svih tih dokumenta kolektivno je sjećanje dvjesto tisuća neposrednih sudionika tih događaja i milijuna televizijskih gledatelja koji su tog dana živjeli "slavu trenutka" Waltera Benjamina.
Tako je već sam 30. svibnja 1990. prozvan Danom hrvatske državnosti i svečano proslavljen diljem Hrvatske, a Sabor je taj datum u ožujku 1991. i službeno proglasio blagdanom. Tog je dana konstituiranjem novog Sabora izabrana na prvim demokratskim i višestranačkim izborima u Hrvatskoj nakon 45 godina prestala komunistička vladavina i uspostavljena demokracija. Time je počeo i proces osamostaljenja Hrvatske i taj datum doživljavao se kao prekretnica novije hrvatske povijesti. Nultom točkom današnje hrvatske države 30. svibnja smatra se i danas pa na internetskim stranicama nekoliko ministarstava popisi bivših ministara počinju ministrima izabranima upravo potkraj svibnja 1990, a Stjepana Mesića koji je od svibnja do kolovoza te godine bio na čelu Vlade smatra se prvim hrvatskim premijerom, iako je formalno imao iste ovlasti kao i njegov komunistički prethodnik Antun Milović.

### Naknadne promjene nadnevka
U trenucima obilježavanja državnih blagdana, pri čemu iznimku donekle predstavlja Dan pobjede i domovinske zahvalnosti, Dan hrvatskih branitelja, hrvatski gradovi i mjesta izgledaju otužno jer u njima malo tko ističe zastavu, iako bi državni blagdani trebali biti prigoda da se takvo što čini. Glavni uzrok tome je više negoli nespretna promjena nadnevaka državnih blagdana 2001. godine.
Blagdan Dan hrvatske državnosti 30. svibnja, koji se obilježavao od 1990. zamijenjen je 2001. datumom 25. lipnja 1991. kada je Hrvatski sabor donio Odluku o uspostavi suverene i samostalne Republike Hrvatske.  Ipak je već 7. srpnja 1991. zbog pritiska međunarodne zajednice Hrvatska bila prisiljena prihvatiti moratorij na aktivnosti vezane uz uspostavu neovisnosti.
Tek po isteku ta tri mjeseca Hrvatski je sabor na zasjedanju 8. listopada 1991. proglasio punu neovisnost Republike Hrvatske (donesena Odluka o raskidu državnopravnih sveza s ostalim republikama i pokrajinama SFRJ) pa je izmjenama iz 2001. godine taj dan proglašen blagdanom Dana neovisnosti. 30. svibnja je postao spomendanom - Dan Hrvatskog sabora. Postojanje spomendana Dana Sabora 30. svibnja i blagdana Dana državnosti 25. lipnja i Dana neovisnosti 8. listopada djelovalo je zbunjujuće na mnoge hrvatske građane. Ono naime što su zastupnici u Saboru izglasavali u lipnju zapravo je ono što se naposljetku stvarno dogodilo tek u listopadu 1991., pa se postavlja pitanje smisla proglašenja obaju nadnevaka za blagdane.
Uz to su promjene zakona o blagdanima donesene u ozračju tadašnje javno isticane "detuđmanizacije", pa se mogao steći dojam da je to učinjeno iz svojevrsnoga inata, odnosno isključivo zbog toga što je taj dan označio blagdanom upravo predsjednik Tuđman još 1990. godine. Uz ostale nedostatke, takav je postupak mnoge koji su i dalje poštovali djelo prvoga hrvatskog predsjednika također udaljilo od novih blagdana.
Premještanjem Dana državnosti na 25. lipnja, hrvatska država i narod su izgubili nacionalni praznik poput američkog 4. srpnja (Dan nezavisnosti) ili francuskog 14. srpnja (Pad Bastille). Tome govori i gore citirana pjesma Dan Hrvata, koja je postala jako popularna na predratnim društvenim događanjima domovinske i iseljene Hrvatske. Posljednjih je godina, nacionalni praznik u Hrvatskoj polako postao Dan pobjede i domovinske zahvalnosti, Dan hrvatskih branitelja.
Prema anketi koju je u lipnju 2013. provela agencija TIC-Moj telekom, a objavio Obzor Večernjeg lista, samo 35 posto građana znalo je da Hrvatska slavi dan državnosti 25. lipnja, dok ih je 27 posto bilo uvjereno da je Dan državnosti još 30. svibnja. U anketi je 17,5 posto ispitanika reklo je da je Dan državnosti 8. listopada (kada se slavio Dan neovisnosti), 12 posto ih je mislilo da je Dan državnosti 5. kolovoza, kad je Dan pobjede i domovinske zahvalnosti, a 8,7 posto mislilo da je pravi datum 15. siječnja, dan kad je Hrvatska međunarodno priznata. Da bi zbrka bila veća, 27,7 posto ispitanika tvrdilo je da Dan neovisnosti pada 25. lipnja, 22,7 posto mislilo da je riječ o 5. kolovoza, 19,7 posto odlučilo se za 15. siječnja, 15,2 posto za 30. svibnja, a pravi odgovor dalo je tek 14,5 posto.
U listopadu 2019. Dan državnosti vraćen je na 30. svibnja (blagdan, prvi put u 2020. na 30. obljetnicu prvog 30. svibnja), 25. lipnja je postao Dan neovisnosti (spomendan), a 8. listopada Dan Hrvatskog sabora (spomendan). U Bosni i Hercegovini, 30. svibnja se slavi kao Dan svehrvatske državnosti u Zapadnohercegovačkoj županiji.

## Vanjske poveznice
Mrežna mjesta
- 30. svibnja - Dan državnosti, na stranicama Hrvatskoga sabora
- Pomirba svih sastavnica hrvatskih povijesnih kretanja, govor predsjednika Republike Hrvatske dr. Franje Tuđmana u prigodi treće obljetnice Dana državnosti, 30. svibnja 1993.